# Bahnstrecke Murska Sobota–Ormož
| Bahnhof Ormož (2010) |                      |                           |                           |
| |                      |                           |                           |
| Streckennummer: | 41                   |                           |                           |
| Streckenlänge: | 39 km                |                           |                           |
| Spurweite: | 1435 mm (Normalspur) |                           |                           |
| Stromsystem: | 3 kV =               |                           |                           |
| Streckengeschwindigkeit: | 140 km/h             |                           |                           |
| Streckengeschwindigkeit mit Neigetechnik: | 160 km/h             |                           |                           |
| |                      |                           |                           |
| \| \| \| von Körmend \| \| \| \| 38,5 \| Murska Sobota \| Murska Sobota \| \| \| 33,1 \| Lipovci \| Lipovci \| \| \| \| Dobel \| \| \| \| \| Murahely \| \| \| \| \| Kapusnjek \| \| \| \| \| Mura \| \| \| \| 27,0 \| Veržej \| Veržej \| \| \| 25,0 \| Grlava \| Grlava \| \| \| \| von Spielfeld-Straß \| \| \| \| 20,9 \| Ljutomer \| Ljutomer \| \| \| \| Ščavnica \| \| \| \| \| Ščavnica \| \| \| \| 19,7 \| Ljutomer mesto (ehem. Bf) \| Ljutomer mesto (ehem. Bf) \| \| \| \| Kostanjevica \| \| \| \| \| Tunnel Mekotnjak (174 m) \| \| \| \| 13,5 \| Mekotnjak \| Mekotnjak \| \| \| \| Pavlovski potok \| \| \| \| \| Lahonščica \| \| \| \| 8,6 \| Ivanjkovci \| Ivanjkovci \| \| \| \| Pavlovski potok \| \| \| \| \| Neutrassierung \| \| \| \| \| Pavlovski potok \| \| \| \| 4,5 \| Pavlovci \| Pavlovci \| \| \| \| Brebrovnšika grapa \| \| \| \| 4,0 \| Pavlovci \| Pavlovci \| \| \| \| Pušenski potok \| \| \| \| \| \| \| \| \| 2,5 \| Pušenci \| Pušenci \| \| \| \| Pušenski potok \| \| \| \| \| von Budapest-Déli \| \| \| \| 0,0 \| Ormož \| Ormož \| \| \| \| nach Pragersko \| \| \| \| \| \| \| \| Quellen: [1][2] \| \| \| \| |                      |                           |                           |
| Strecke |                      | von Körmend               | von Körmend               |
| Bahnhof | 38,5                 | Murska Sobota             | Murska Sobota             |
| Bahnhof | 33,1                 | Lipovci                   | Lipovci                   |
| Brücke über Wasserlauf |                      | Dobel                     | Dobel                     |
| ehemaliger Haltepunkt / Haltestelle |                      | Murahely                  | Murahely                  |
| Brücke über Wasserlauf |                      | Kapusnjek                 | Kapusnjek                 |
| Brücke über Wasserlauf |                      | Mura                      | Mura                      |
| Haltepunkt / Haltestelle | 27,0                 | Veržej                    | Veržej                    |
| Haltepunkt / Haltestelle | 25,0                 | Grlava                    | Grlava                    |
| Abzweig geradeaus und von rechts |                      | von Spielfeld-Straß       | von Spielfeld-Straß       |
| Bahnhof | 20,9                 | Ljutomer                  | Ljutomer                  |
| Brücke über Wasserlauf |                      | Ščavnica                  | Ščavnica                  |
| Brücke über Wasserlauf |                      | Ščavnica                  | Ščavnica                  |
| Haltepunkt / Haltestelle | 19,7                 | Ljutomer mesto (ehem. Bf) | Ljutomer mesto (ehem. Bf) |
| Brücke über Wasserlauf |                      | Kostanjevica              | Kostanjevica              |
| Tunnel |                      | Tunnel Mekotnjak (174 m)  | Tunnel Mekotnjak (174 m)  |
| Haltepunkt / Haltestelle | 13,5                 | Mekotnjak                 | Mekotnjak                 |
| Brücke über Wasserlauf |                      | Pavlovski potok           | Pavlovski potok           |
| Brücke über Wasserlauf |                      | Lahonščica                | Lahonščica                |
| Bahnhof | 8,6                  | Ivanjkovci                | Ivanjkovci                |
| Brücke über Wasserlauf |                      | Pavlovski potok           | Pavlovski potok           |
| Strecke von links · Abzweig ehemals geradeaus und nach rechts |                      | Neutrassierung            | Neutrassierung            |
| Brücke über Wasserlauf · Strecke (außer Betrieb) |                      | Pavlovski potok           | Pavlovski potok           |
| Strecke · Haltepunkt / Haltestelle (Strecke außer Betrieb) | 4,5                  | Pavlovci                  | Pavlovci                  |
| Strecke · Brücke über Wasserlauf (Strecke außer Betrieb) |                      | Brebrovnšika grapa        | Brebrovnšika grapa        |
| Haltepunkt / Haltestelle · Strecke (außer Betrieb) | 4,0                  | Pavlovci                  | Pavlovci                  |
| Brücke über Wasserlauf · Strecke (außer Betrieb) |                      | Pušenski potok            | Pušenski potok            |
| Strecke nach links · Abzweig ehemals geradeaus und von rechts |                      |                           |                           |
| Haltepunkt / Haltestelle | 2,5                  | Pušenci                   | Pušenci                   |
| Brücke über Wasserlauf |                      | Pušenski potok            | Pušenski potok            |
| Abzweig geradeaus und von links |                      | von Budapest-Déli         | von Budapest-Déli         |
| Bahnhof | 0,0                  | Ormož                     | Ormož                     |
| Strecke |                      | nach Pragersko            | nach Pragersko            |
| |                      |                           |                           |
| Quellen: |                      |                           |                           |

Die Bahnstrecke Murska Sobota–Ormož ist eine der wichtigsten Eisenbahnlinien des slowenischen Eisenbahnnetzes. Die eingleisige und elektrifizierte Strecke führt von Murska Sobota, dem Endpunkt der Bahnstrecke von Körmend, über Ljutomer nach Ormož.

## Geschichte
Als das während der Österreichisch-Ungarischen Monarchie unter ungarischer Autorität stehende Prekmurje im Jahre 1919 vom Königreich Jugoslawien besetzt und 1920 mit dem Vertrag von Trianon Teil von diesem wurde, begann der Prozess der Eingliederung von Prekmurje in den SHS-Staat. Hauptanliegen war neben dem Bau von Straßenbrücken über die Mur eine Eisenbahnverbindung zwischen dem slowenischen Eisenbahnnetz und dem westlichen und zentralen Teil von Prekmurje; zu dieser Zeit führten nur zwei Eisenbahnstrecken durch Prekmurje. Zum einen die Bahnstrecke Ukk–Čakovec, welche das Prekmurje jedoch nur in einem kurzen Stück bei Lendava durchquerte, zum anderen die Bahnstrecke Körmend–Murska Sobota, welche vom Königreich Ungarn zwischen 1906 und 1907 gebaut wurde, um das Gebiet mit der Hauptstadt Budapest zu verbinden.
Nach dem Anschluss von Prekmurje an das SHS-Königreich stieg auch der Verkehr zwischen Gornja Radgona und Murska Sobota stark an, sodass die vorhandenen Straßen nicht mehr ausreichten. So wurden bereits 1919 Pläne für eine Schmal- oder Normalspurstrecke zwischen Murska Sobota und Gornja Radgona, gelegen an der bestehenden Bahnstrecke Spielfeld-Straß–Ljutomer, entworfen. Da sich jedoch abzeichnete, dass Gornja Radgona durch den Vertrag von Trianon zu Österreich gehören würde, wurden die Pläne noch im selben Jahr verworfen. Daraufhin richteten sich die Planungen auf eine Schmalspurbahn von Murska Sobota über Beltinci nach Ljutomer aus. Bei Mota sollte dabei die Mur gequert werden. Der noch im September 1919 begonnene Bau einer Pontonbrücke wurde aufgrund der fehlenden Regulierung des Flusses kurze Zeit später aufgegeben. Stattdessen konnte 1922 bei Veržej zunächst eine Straßenbrücke errichtet werden.
Die Verbindung der beiden in Murska Sobota beziehungsweise Ljutomer stumpf endenden Regelspurstrecken miteinander sowie ein weiterer Verlauf in das Landesinnere war für einen Großteil von Prekmurje von entscheidender Bedeutung. Für die weitere Anbindung an das slowenische Eisenbahnnetz gab es mehrere vorgeschlagene Streckenführungen; so zum Beispiel von Murska Sobota nach Lendava oder von Ljutomer nach Mursko Središće, Ormož, Ptuj oder Maribor. Da auf der Trasse von Murska Sobota nach Lendava keine erneute Querung der Mur erforderlich gewesen wäre, wurde dieser Verlauf zunächst als der günstigste bewertet. Jedoch wurde erkannt, dass in dieser Richtung eher Varaždin und Zagreb anstatt Maribor und Ljubljana angebunden werden würden, weshalb man sich letztendlich für den Verlauf von Murska Sobota über Ljutomer nach Ormož entschied. Zwar ergab dies einen recht großen Umweg nach Maribor, jedoch war diese Trasse aufgrund der nur wenigen benötigten Kunstbauten wesentlich günstiger als andere geplante Strecken.
Die Route wurde 1920 bestätigt und deren genauer Verlauf bis 1921 geprüft. Der Bau begann in der zweiten Hälfte des Jahres 1922. Der beginnende Bau der Strecke war ein wichtiges Kriterium für die Rechtfertigung der Grenzziehung des Königreiches der Serben, Kroaten und Slowenen in Prekmurje vor der Demarkationskommission.
Im Bereich der Murquerung zwischen Dokležovje und Veržej mussten auf zwei Kilometern fünf Brücken über die ausgedehnten Auen des Flusses gebaut werden. Die anfängliche Behelfsbrücke über den eigentlichen Fluss wurde 1928 durch eine 155,5 Meter lange Stahlkonstruktion ersetzt. Die Eröffnung der Strecke fand am 22. November 1924 statt. Aufgrund der Kürzung von zum Bau der Strecke zur Verfügung stehender Mittel, mussten im Nachhinein noch mehrere aufwändige Ausbesserungen vorgenommen werden.
Durch die Änderung der Verkehrsströme nach dem Zweiten Weltkrieg wurde die von Murska Sobota in Richtung ungarischer Grenze verlaufende Strecke 1968 stillgelegt. Da eine direkte Verbindung an Ungarn jedoch für die slowenische Wirtschaft von großer Wichtigkeit war, wurden bereits Anfang der 1980er Jahre wieder Studien erstellt, um die Möglichkeiten zur Wiederherstellung der Eisenbahnverbindung und die Kostenwirksamkeit des Baus einer solchen Strecke zu bewerten.

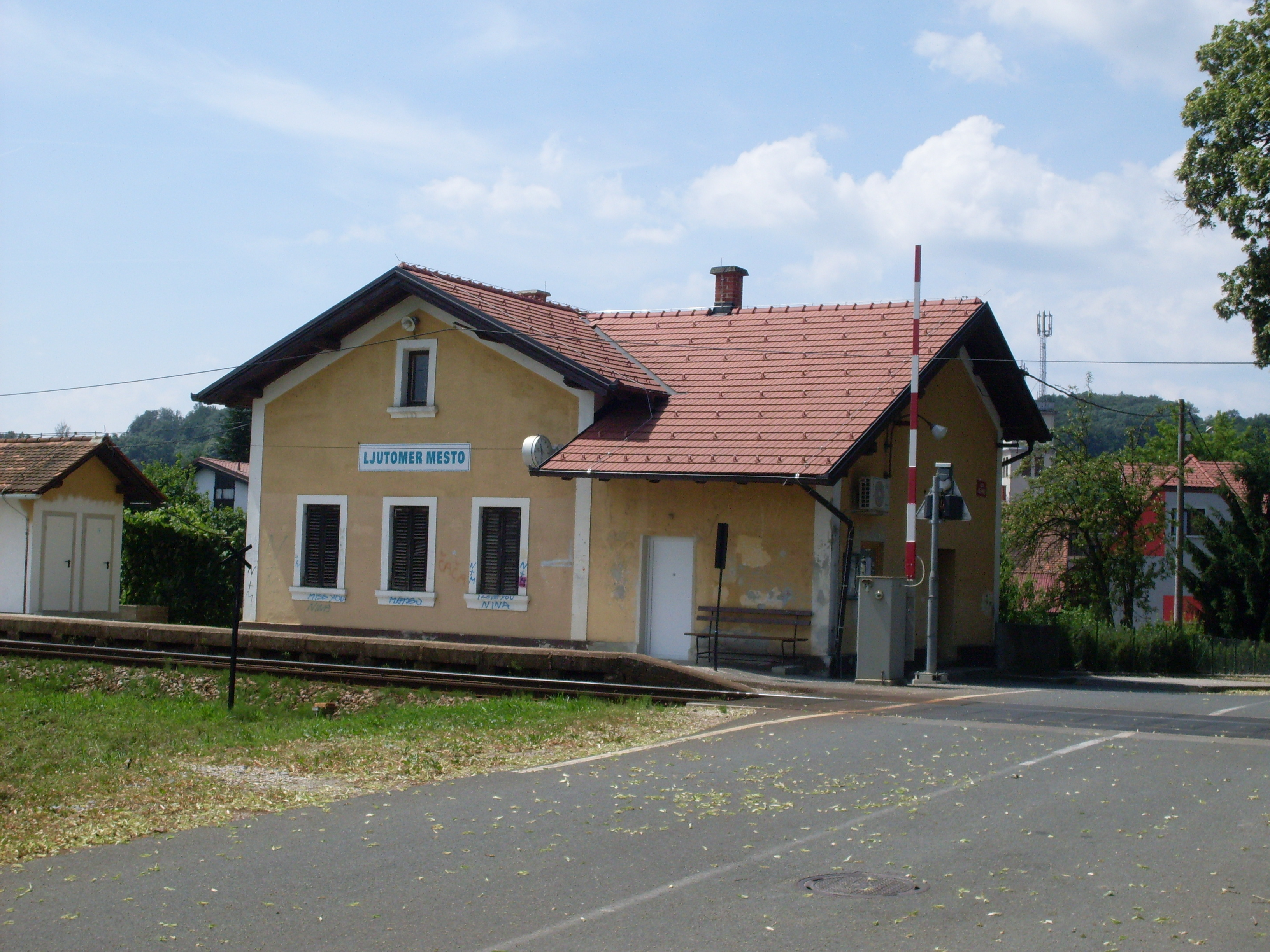
Haltepunkt Ljutomer mesto (2010)

Der Wiederaufbau der Verbindung begann offiziell am 30. April 1999 und am 16. Mai 2001 wurde die grenzüberschreitende Strecke eingeweiht, damit war die direkte Eisenbahnverbindung zwischen den beiden Ländern wiederhergestellt. Zwischen 2009 und 2015 erfolgte die Modernisierung der Streckenabschnitte zwischen Pragersko, Ormož und Hodoš sowie von 2013 bis 2016 deren Elektrifizierung. Die Strecke ist mit moderner Signal- und Telekommunikationstechnik ausgestattet und die meisten Straßenkreuzungen wurden niveaufrei ausgeführt, jedoch ist sie weiterhin eingleisig. Die Strecke ermöglicht Geschwindigkeiten von bis zu 160 km/h und ist derzeit die modernste in Slowenien.
Die Strecke gehört zum Verkehrskorridor Lyon–Mailand–Venedig–Ljubljana–Budapest–Kiew und ist seit 2010 Teil des Transeuropäischen Netzes TEN-V 6 Almería–Valencia–Lyon–Mailand–Venedig–Ljubljana–Budapest–Záhony. Sie ist integraler Bestandteil des slowenischen Eisenbahnnetzes Koper– / Sežana–Ljubljana–Pragersko–Hodoš und verbindet Norditalien, den Hafen von Koper und Slowenien mit Mittel- und Osteuropa.
Die heutige Kilometrierung der Slovenske železnice beginnt in Ormož und endet an der Staatsgrenze bei Hodoš.